# Escola Universitària Politècnica d'Informàtica Campus de Cappont
L'Escola Universitària Politècnica d'Informàtica Campus de Cappont és una obra de Lleida (Segrià) inclosa a l'Inventari del Patrimoni Arquitectònic de Catalunya.

## Descripció
Primer edifici construït al nou campus de la Universitat de Lleida o Cap Pont, ubicat al costat de la biblioteca. Té dues bandes ben diferenciades: la que dona a la ciutat i la que dona a l'interior, tot configurant l'àrea central. La façana orientada al riu Segre destaca per la regularitat, la coincidència de volums i el ritme.
Com la resta d'edificis universitaris, té àrees destinades per als despatxos dels docents (en general, petits), aules de mides diverses, zona administrativa i cossos especials corresponents a l'especialitat que s'imparteix a la facultat. Totes aquestes àrees s'han situat a l'interior del cos paral·lelepípede que dona al riu: es tracta d'un volum de coberta plana i façanes contínues de pedra, amb finestres regulars.
L'edifici central té una escala en un dels seus extrems. A la part posterior, que dona a la zona verda del campus, i sota una gran coberta, es troben les aules, de grans dimensions, i els tallers. Hi ha també un vestíbul a doble alçada que organitza les distribucions de l'edifici.